# Гидмурт
Гидму́рт (удм. Конюшенный человек) — дух конюшни и хлева в традиционных верованиях удмуртов.
Гидмурт — помощник домового (коркамурта), покровитель дворовых построек, в частности — конюшен и хлевов, а также обитающей там скотины. Гидмурт может по-разному относиться к различным лошадям. Если он любит лошадь, то будет расчёсывать и заплетать ей гриву, и даже перекладывать сено и овёс от соседних лошадей. Чаще всего, если гидмурт любит всех лошадей, то он может переносить в конюшню соседские сено и овёс. Если же гидмурт невзлюбил какую-то лошадь, то он может скакать на ней целыми ночами и изнурять тяжёлыми грузами.